# Brevipalpus allenrolfeae
Brevipalpus allenrolfeae är en spindeldjursart som beskrevs av Baker och James P. Tuttle 1964. Brevipalpus allenrolfeae ingår i släktet Brevipalpus och familjen Tenuipalpidae. Inga underarter finns listade.